# クアリアーノ
クアリアーノ（イタリア語: Qualiano）は、イタリア共和国カンパニア州ナポリ県にある、人口約2万6000人の基礎自治体（コムーネ）。

## 地理

### 位置・広がり
ナポリ中心部から北西へ12kmの距離にある。

#### 隣接コムーネ
隣接するコムーネは以下の通り。
- カルヴィッツァーノ
- ジュリアーノ・イン・カンパーニア
- ヴィッラリッカ